# Harald Sonderegger

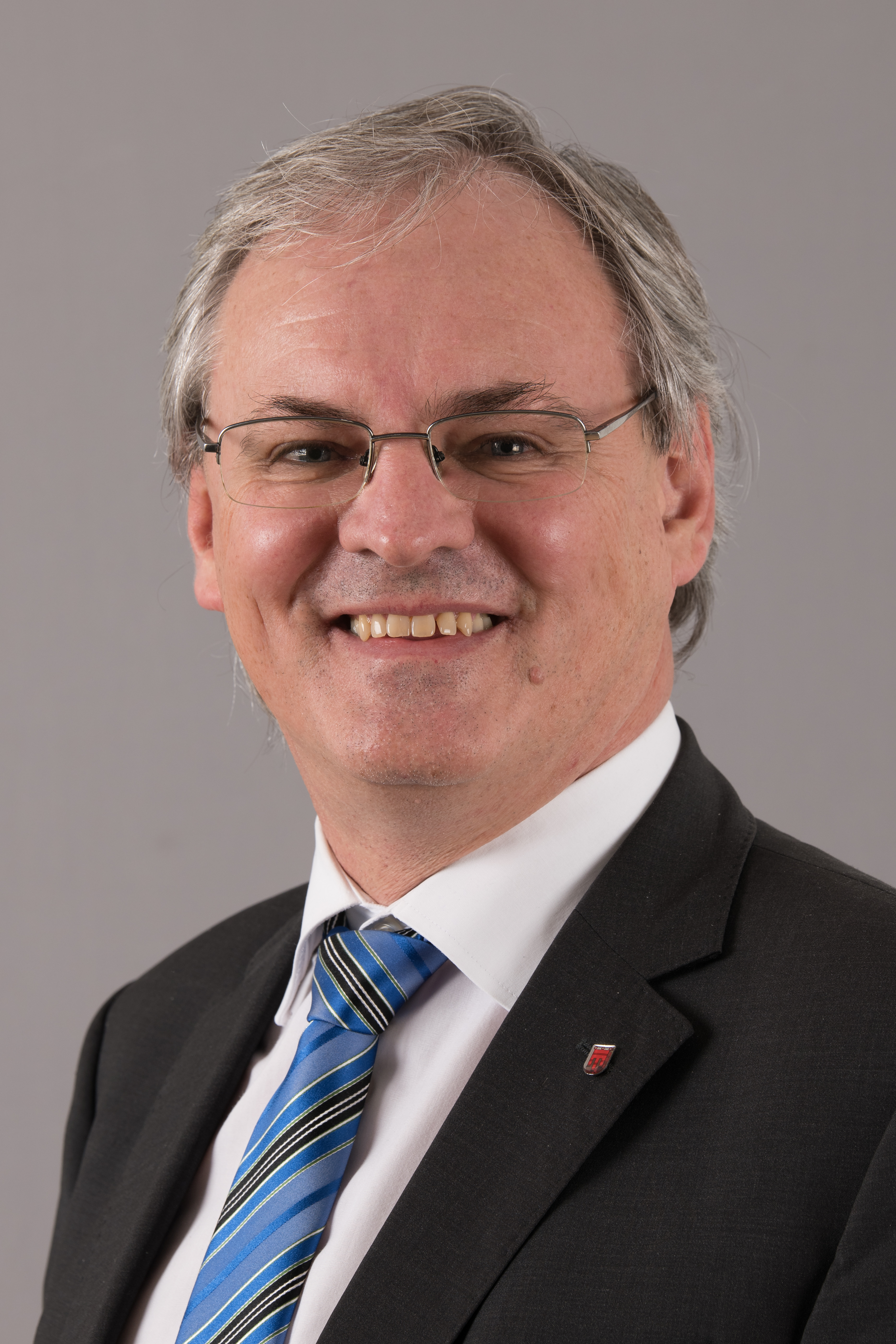
Harald Sonderegger (2017)

Harald Sonderegger (* 19. Februar 1964 in Bludenz) ist ein österreichischer Politiker (ÖVP). Sonderegger ist seit dem 15. Oktober 2014 Präsident des Vorarlberger Landtags. Zuvor war er als Landesrat Mitglied der Vorarlberger Landesregierung.

## Ausbildung und Beruf
Harald Sonderegger besuchte das Bundesgymnasium Bludenz, wo er auch maturierte. Anschließend absolvierte er den Abiturientenlehrgang an der Handelsakademie in Feldkirch. Danach absolvierte er ein Jahr als Austauschschüler in den USA, ehe er nach Ableistung des Präsenzdienstes ein Studium der Rechtswissenschaften an den Universitäten Innsbruck und Wien begann. In dieser Zeit wurde er Mitglied der katholischen Studentenverbindungen KÖHV Leopoldina Innsbruck (1985) und der KÖStV Aargau Wien (1987), beide im Österreichischen Cartellverband (ÖCV). Schließlich schloss er sein Studium als Magister der Rechtswissenschaften ab und wurde 1993 Verwaltungsjurist bei der Bezirkshauptmannschaft Bregenz.

## Politische Karriere
Im Jahr 1995 wurde er zum Bürgermeister seiner Heimatgemeinde Schlins gewählt, was er in der Folge hauptberuflich blieb bis zu seinem Eintritt in die Landesregierung. Von 2000 bis 2011 war er zudem Obmann der Regionalplanungsgemeinschaft Walgau/Bezirk Feldkirch und Vizepräsident des Vorarlberger Gemeindeverbandes. 2011 wurde er Präsident des Vorarlberger Gemeindeverbandes. In der Landtagssitzung am 8. Mai 2013 wurde Harald Sonderegger schließlich vom Vorarlberger Landtag zum Landesrat gewählt, wobei er dieses Amt als Nachfolger von Andrea Kaufmann antrat, die aus der Regierung ausschied, um Dornbirner Bürgermeisterin zu werden. Harald Sonderegger übernahm in der Folge in der Landesregierung Wallner I die Ressorts Kultur, Wissenschaft und Studienförderung, Weiterbildung, Archiv- und Bibliothekswesen, Musikschulen, Hochbau, Maschinenbau, Elektrotechnik sowie Seilbahnen und Aufzugstechnik.
Mit der Bildung der neuen Schwarz-grünen Koalition nach der Landtagswahl 2014 schied Sonderegger aus der Regierung aus und wurde am 15. Oktober 2014 in der konstituierender Sitzung des 30. Vorarlberger Landtags zu dessen Präsidenten gewählt. Als solcher wurde Harald Sonderegger am 6. November 2018 erst zum Vizepräsidenten der Kammer der Regionen im Kongress der Gemeinden und Regionen des Europarates gewählt, am 23. März 2021 schließlich zum Kammerpräsidenten. Auch nach der Landtagswahl 2019 und der Landtagswahl 2024 wurde er erneut zum Präsidenten des Vorarlberger Landtags gewählt.

## Privatleben
Harald Sonderegger ist verheiratet, hat zwei Söhne und eine Tochter und wohnt in Schlins.